# Emilian (Marinović)
Emilian, imię świeckie Emil Marinović (ur. 10 lipca 1902 w Gornjim Miholcu, zm. 18 stycznia 1982 w Pakracu) – serbski biskup prawosławny.

## Życiorys
Ukończył seminarium duchowne w Sremskich Karlovcach, a następnie studia teologiczne w Belgradzie. 16 września 1933 został wyświęcony na diakona przez biskupa pakrackiego Mirona, zaś 17 września ten sam hierarcha udzielił mu święceń kapłańskich.
Pracował jako bibliotekarz w bibliotece patriarszej, równocześnie był również proboszczem jednej z parafii w Belgradzie. 28 maja 1949 został nominowany na biskupa marczańskiego, wikariusza archieparchii belgradzkiej. W zakres jego obowiązków wchodziła pomoc metropolicie Damaskinowi w zarządzaniu wakującą eparchią pakracką. Następnie został wyświęcony na biskupa. W 1951 został ordynariuszem eparchii pakrackiej i pozostał na katedrze do śmierci.